# Sucesos de Castilblanco

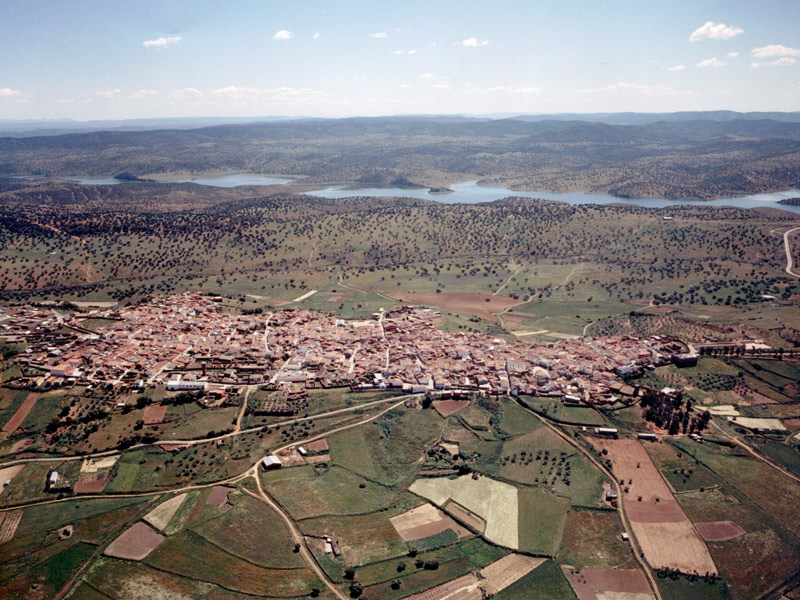
Vista aérea de Castilblanco en la actualidad.

Se conoce como sucesos de Castilblanco al enfrentamiento habido en la localidad española de Castilblanco (Badajoz), el 31 de diciembre de 1931, entre unos campesinos de la localidad y la guardia civil, que acabó con el linchamiento y muerte de cuatro miembros de ese cuerpo. Fue el inicio de una «semana trágica» en el primer bienio de la Segunda República.

## Sucesos
El invierno era la estación del año de menor trabajo para los jornaleros de Extremadura y Andalucía, lo que hacía que fuera un momento de gran tensión social. El 20 de diciembre de 1931 en Castilblanco, un pueblo relativamente grande de la provincia de Badajoz, la Federación Nacional de Trabajadores de la Tierra (FNTT) convocó una manifestación pacífica para pedir trabajo, pero la guardia civil la disolvió (aunque no hubo víctimas) alegando que era ilegal (pues, aunque era un derecho reconocido en la Constitución de 1931 que hacía pocos días que las Cortes Constituyentes de la Segunda República habían aprobado, no se había solicitado autorización administrativa). La FNTT convocó entonces una huelga general de dos días cuyo objetivo era conseguir el traslado del jefe local de la Guardia Civil, al que acusaban de apoyar a los propietarios y caciques frente a la legislación social recién implantada.
Se convocó una nueva manifestación para el día 30 y, aunque esta vez sí se solicitó autorización, el alcalde no concedió permiso por razones de orden público, si bien al final se celebró sin que se produjeran incidentes al no intervenir las fuerzas del orden público. Al día siguiente el alcalde envió a la guardia civil a la Casa del Pueblo, sede de la FNTT, para pedir que se cancelara una nueva manifestación prevista para aquel día. Mientras estaban negociando, un grupo de mujeres insultó a los cuatro guardias civiles que estaban fuera. Se entabló un enfrentamiento cuando la guardia civil trató de impedir que los manifestantes entraran de modo violento en el local. Según unas versiones, un manifestante resultó muerto en este momento por una bala de la Guardia Civil, posiblemente perdida en un rebote; según la versión oficial, el fallecido civil se produjo tras haber asesinado a un cabo de una cuchillada en la nuca, e intentar repeler la agresión sus compañeros. El caso es que parte de la muchedumbre se abalanzó sobre ellos con palos, piedras y cuchillos, y los linchó y asesinó allí mismo con inusitado ensañamiento.

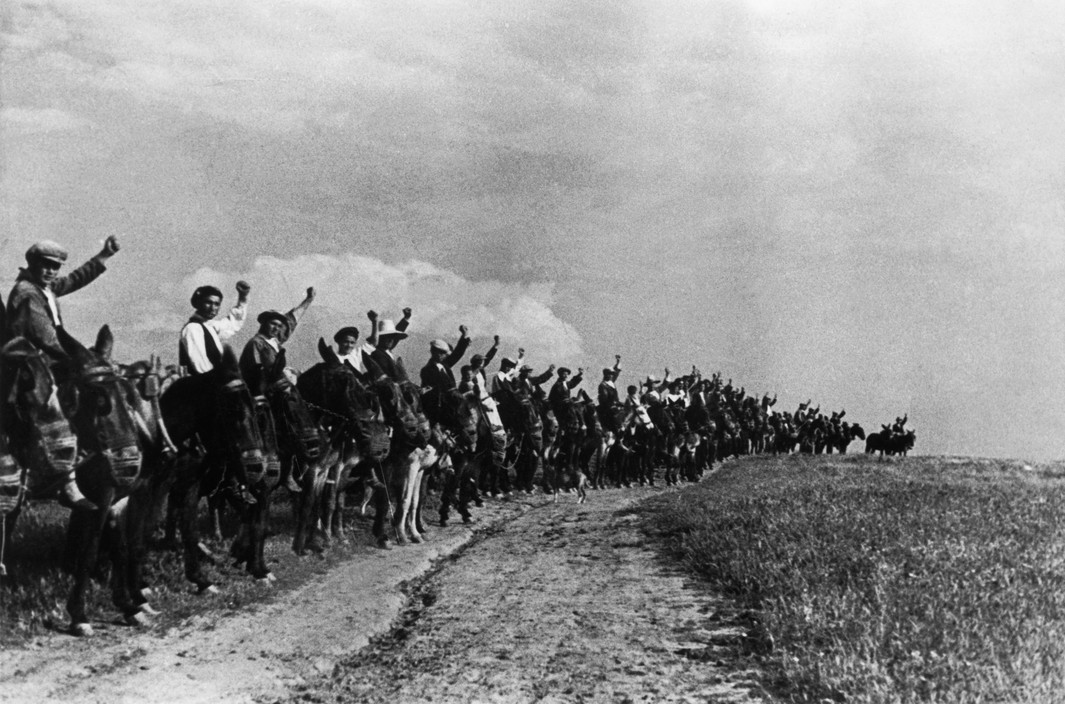
Jornaleros en los campos de Extremadura (1936).

Santos Martínez Saura, secretario civil del presidente del gobierno Manuel Azaña, relató en sus Memorias lo sucedido en Castilblanco:

La Guardia Civil quiso sofocar una manifestación autorizada, en la forma acostumbrada; se oyeron silbidos y tal vez insultos para la "Benemérita"... El caso fue que, después de los silbidos y de los insultos, si es que de verdad los hubo, vinieron disparos de intimidación, y como las muchedumbres no saben nunca de que clase son los tiros, tal vez por eso los campesinos respondieron al fuego de los guardias, con otros que causaron cuatro víctimas, entre las del orden.

## Repercusión
La conmoción que provocaron estos hechos en el país fue enorme. El general José Sanjurjo, director general de la Guardia Civil, comentó que ni siquiera en la cabilas más primitivas durante la guerra del Rif había visto cadáveres tan salvajemente mutilados. El entierro de los cuatro guardias civiles fue presidido por el ministro de la Gobernación, Santiago Casares Quiroga. El doctor Marañón en un artículo publicado en el diario El Sol consideró los sucesos de Castilblanco como un nuevo Fuenteovejuna, y explicó los asesinatos como el resultado de las condiciones inhumanas en que vivían los jornaleros extremeños, señalando que los verdaderos responsables de las muertes eran aquellos que mantenían a los campesinos en un estado de miseria y atraso vergonzosos. Este fue uno de los argumentos que usó Luis Jiménez de Asúa, abogado defensor de los encausados (y que había sido el presidente de la comisión que había redactado el proyecto de Constitución de 1931); pero el tribunal pronunció seis sentencias de muerte, luego conmutadas a cadena perpetua.
La tensión generada a raíz de los acontecimientos de Castilblanco enrareció el ambiente político y social del momento. Las izquierdas hicieron responsable de lo sucedido a la Guardia Civil, lo que provocó que el presidente del Gobierno Manuel Azaña interviniera en las Cortes:

Cualquiera diría que en Castilblanco ha sido la Guardia Civil quien se ha excedido en el cumplimiento de su deber, y no deja de pasmarme que cuando cuatro "infelices" Guardias Civiles han perecido en el cumplimiento de su obligación, se ponga precisamente a discusión el prestigio del Instituto, como si hubieran sido estos Guardias, no los muertos, sino los matadores.

El jefe de la Guardia Civil, el general Sanjurjo, quien encabezaría un fallido golpe de Estado en 1932 y sería uno de los promotores del golpe de julio de 1936 que dio comienzo a la Guerra Civil, se mostró indignado por lo sucedido. De hecho una comisión de jefes de la Guardia Civil se reunieron con él para proponerle una sublevación del Cuerpo en toda España, pero Sanjurjo les recomendó calma.

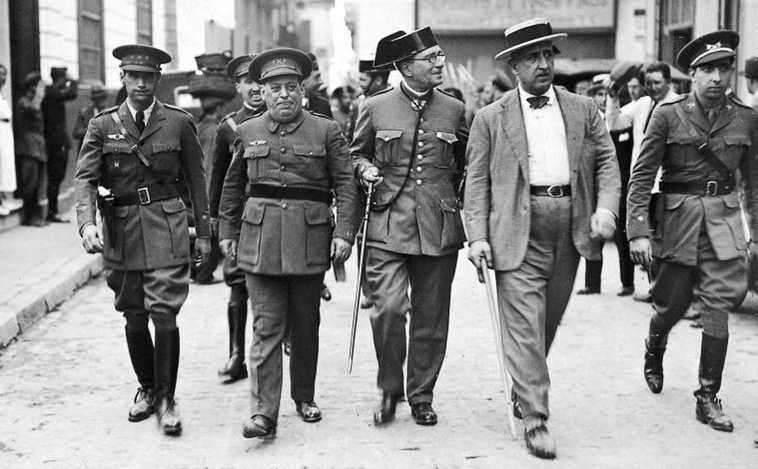
El general Sanjurjo, director general de la Guardia Civil; junto con otros militares durante la Sanjurjada que protagonizará un año después de los sucesos en Castilblanco (1932).

A los pocos días en Zalamea de la Serena, la intervención de la Guardia Civil —en lo que parecía, para algunos, un escarmiento por los sucesos de Castilblanco y, para otros, una continuación de la violencia sindical— mató a dos campesinos e hirió a tres más. En Épila (Zaragoza), el sábado 2 de enero los obreros de una fábrica azucarera se declararon en huelga para exigir que se contratara preferentemente a los censados en ese término municipal, siendo apoyados por los jornaleros de la localidad, que ese día no salieron a trabajar al campo y cerraron algunos establecimientos. Al día siguiente, domingo 3 de enero, se reunieron en la plaza del pueblo unas quinientas personas. La Guardia Civil intervino para despejar la plaza, produciéndose un enfrentamiento en el que murieron dos personas y resultaron heridas varias más. Al día siguiente, lunes 4 de enero, una manifestación de campesinos en Jeresa (Valencia), enfrentados a los patronos que no aceptaban las bases de trabajo propuestas, recibió a la Guardia Civil a caballo con insultos y piedras. Hubo una carga de sables y disparos. El resultado fue cuatro muertos y trece heridos, dos de ellos mujeres. Dos días después, el 5 de enero, tenían lugar los hechos más trágicos: los sucesos de Arnedo.

## Relación con los sucesos de Arnedo
La tensión generada por los sucesos de Castilblanco probablemente influyó en el trágico final de los llamados sucesos de Arnedo, ocurridos cinco días después, el 5 de enero de 1932. En esa localidad riojana se produjo otro choque con la Guardia Civil, cuando un grupo de trabajadores acompañaba a una delegación que acudía a una reunión con los patronos para negociar el fin de una huelga convocada por la Unión General de Trabajadores. Cuando la Guardia Civil se acercó a los trabajadores reunidos, estos comenzaron a increparlos y atacarlos. Quizá aterrorizados por lo sucedido en Castilblanco, los agentes abrieron fuego contra la multitud, matando a once personas –entre ellas un niño y cinco mujeres– e hiriendo a treinta. Estos sucesos causaron un enorme escándalo. Si tras los sucesos de Castilblanco la opinión pública se solidarizó mayoritariamente con la Guardia Civil, en esta ocasión sucedió lo contrario. Las Cortes pidieron la destitución del jefe de la Guardia Civil, el general Sanjurjo. El Gobierno de Azaña se negó a hacerlo; pero un mes más tarde lo sustituyó por Miguel Cabanellas y lo nombró jefe de los Carabineros.